# Calmann-Lévy
Calmann-Lévy  este o editură franceză fondată în 1836 de către Michel Lévy (1821–1875) și fratele lui, Kalmus „Calmann” Lévy (1819–1891), sub denumirea Michel Lévy frères. Ea a fost redenumită Calmann Lévy, după moartea lui Michel în 1875.
Prin 1875, compania Calmann Lévy era una dintre cele mai importante edituri din Europa. Aici au fost publicați majoritatea celor mai importanți scriitori francezi din cea de-a doua jumătate a secolului al XIX-lea, inclusiv Balzac, Baudelaire, René Bazin, Gabriele D'Annunzio, Dumas, Flaubert, Victor Hugo, Lamartine, Ernest Renan, George Sand, Stendhal. Lui Calmann i-au succedat în 1893 cei trei fii ai săi: Georges, Paul și Gaston, care au continuat să publice scriitori francezi celebri precum Anatole France, Pierre Loti și Proust.
În timpul ocupației naziste, Gaston Lévy a fost internat într-un lagăr de concentrare, iar compania editorială, administrată de germani, a fost redenumită  Éditions Balzac în 1943. După eliberare, compania a fost condusă de către Léon Pioton. Printre autorii publicați în perioada postbelică se numără: Arthur Koestler, Elia Kazan, Anne Frank, și mai târziu Donna Leon, Nicolas Hulot, Patricia Cornwell.
Începând din 1993, Calmann-Lévy este deținută de grupul editorial Hachette (care la rândul său este deținut de Lagardère Group).